# Gueorgui Shikov
Gueorgui Stoilov Shikov –en búlgaro, Георги Стоилов Шиков– (21 de mayo de 1993) es un deportista búlgaro que compite en halterofilia. Ganó una medalla de plata en el Campeonato Europeo de Halterofilia de 2018, en la categoría de 105 kg.

## Palmarés internacional
| Campeonato Europeo | Campeonato Europeo | Campeonato Europeo | Campeonato Europeo |
| Año                | Lugar              | Medalla            | Categoría          |
| ------------------ | ------------------ | ------------------ | ------------------ |
| 2018               | Bucarest (Rumania) | Medalla de plata   | 105 kg             |